# ファイト・フォー・ディス・ラヴ
「ファイト・フォー・ディス・ラヴ」（原題：Fight for This Love）は、2009年10月16日にイギリスの女性歌手であるシェリル・コールが発表した楽曲、及び同曲を収録したシングル。

## 概要
彼女の最初のスタジオ・アルバム『スリー・ワーズ』に収録された曲で、アルバムからファースト・シングルとしてリリースされた。
母国の全英シングルチャートでは2週連続1位。アイルランド、ノルウェー、デンマークなどでも1位を記録した。
この曲のプロモーションの最中に、前夫でサッカー選手のアシュリー・コールとの結婚生活が破局したことが公表された。